# 明石市立花園小学校
明石市立花園小学校（あかししりつ はなぞのしょうがっこう）は、兵庫県明石市西明石にある公立小学校である。2022年度（令和4年度）現在の児童数は 452名となっている。

## 沿革
- 1950年（昭和25年）4月1日 - 明石市立花園小学校創立。

## 通学区域・進路状況
- 明石市
  - 川崎町、西明石南町1丁目～3丁目、和坂（一部）、花園町、小久保2丁目、小久保、西明石西町1丁目・2丁目、藤江（一部）[2]。
- ほとんどの児童は明石市立望海中学校へ進学するが、国私立中学校へ進学する児童もいる。

## 著名な出身者
- 藤本敦士（プロ野球選手、東京ヤクルトスワローズ）

## 交通
- JR西日本 西明石駅より東へ480メートル

## 通学区域が隣接している学校
- 明石市立貴崎小学校
- 明石市立藤江小学校
- 明石市立大久保小学校
- 明石市立沢池小学校
- 明石市立鳥羽小学校
- 明石市立和坂小学校
- 明石市立王子小学校